# Juan Eusebio Díez
Juan Eusebio Díez (Lugo, Galícia, 7 de gener de 1807 - Madrid, Castella, 6 de desembre de 1882) fou un músic espanyol.
Estudià sota la direcció del seu pare i als catorze anys era un dels primers violins de l'orquestra de la catedral de Lugo, la seva vila nadiua, i al morir el seu pare el 1826, el capítol li conferí la plaça de primer violí d'aquella capella de música. El 1828 es traslladà a la cort madrilenya i ocupà el mateixos llocs, que assolí, principalment l'últim, després d'unes renyides oposicions.
El 1833 aconseguí per Reial ordre la classe de violí i viola del Conservatori de Música i Declamació que ocupà fins al 1867, jubilant-se poc temps després. El 1842, quan el Congrés havia suprimit el pressupost destinat al sosteniment del Conservatori, fou un dels professors que més treballaren per a mantenir el pressupost i continuació d'aquell centre d'ensenyança artística. El 1844 li fou concedida la medalla de l'Orde d'Isabel la Catòlica.
Fou un solista distingit, com acredità en concerts, societats, en les esglésies, en els teatres del Príncipe i de la Cruz i en la Capella reial de Madrid.